# Budihal (S.K.), Hungund
Budihal (S.K.) là một làng thuộc tehsil Hungund, huyện Bagalkot, bang Karnataka, Ấn Độ.